# 第93山岳砲兵連隊 (フランス軍)
第93山岳砲兵連隊（だいきゅうじゅうさんさんがくほうへいれんたい、93e régiment d'artillerie de montagne：93e RAM）は、イゼール県Varces-Allières-et-Rissetに駐屯する、第27山岳歩兵旅団隷下のフランス陸軍の砲兵連隊である。
兵種は砲兵、伝統的区分も砲兵である。

## 沿革
- 1924年：第93砲兵連隊が編成される。
- 1944年：南仏にて転戦、もっとも標高の高い地区で戦闘する。

## 最新の部隊編成
- 連隊本部
- 本部管理中隊
- 砲兵情報中隊
- 第1中隊
- 第2中隊
- 第3中隊
- 第4中隊
- 第5中隊
- 第6中隊
- 第11中隊（管理支援中隊）

### 定員
- 連隊の人員構成としては、合計約980名からなる。
- 自走砲77門？、牽引砲24門、重迫撃砲24門を装備する。

## 主要装備
- GIAT BM92-G1
- FA-MAS
- AA-52
- 12.7mm重機関銃
- カエサル 155mm自走榴弾砲
- TRF1
- RTF1 120mm迫撃砲
- VOA（砲兵観測車）
- PCR（気象レーダー）
- VAB
- P4
- TRM 2000
- TRM 4000